# Aritzo
Aritzo (Arìtzo in sardo) è un comune italiano di 1 244 abitanti in provincia di Nuoro situato nell'antica regione della Barbagia di Belvì.

## Geografia fisica

### Territorio
Il comune è noto in Sardegna soprattutto come centro di villeggiatura montana sia estivo che invernale, vista la posizione strategica ai piedi del monte Gennargentu, a 800 m sul livello del mare.

## Origini del nome
"Post'in alt'a sa tua capitale, dispensera de abbas cristallinas; poetica, gentile industriale, terza de sas alturas montaninas..."
Peppinu Mereu
Il nome verrebbe fatto risalire a quello dei ricci di castagno, pianta abbondante nell'area. Cfr. anche basco areitz, haritz, per "quercia" oppure "castagno", da valutare se termine nativo di quella lingua preindoeuropea o prestito.

## Storia
L'area fu abitata fin dal Neolitico, per la presenza sul territorio di alcune domus de janas e di una tomba dei giganti del successivo periodo nuragico.
Fu poi un centro punico: in regione Gidilau furono trovati dei depositi con monete puniche e una tomba con oggetti in bronzo, ora custoditi nel museo archeologico di Cagliari.

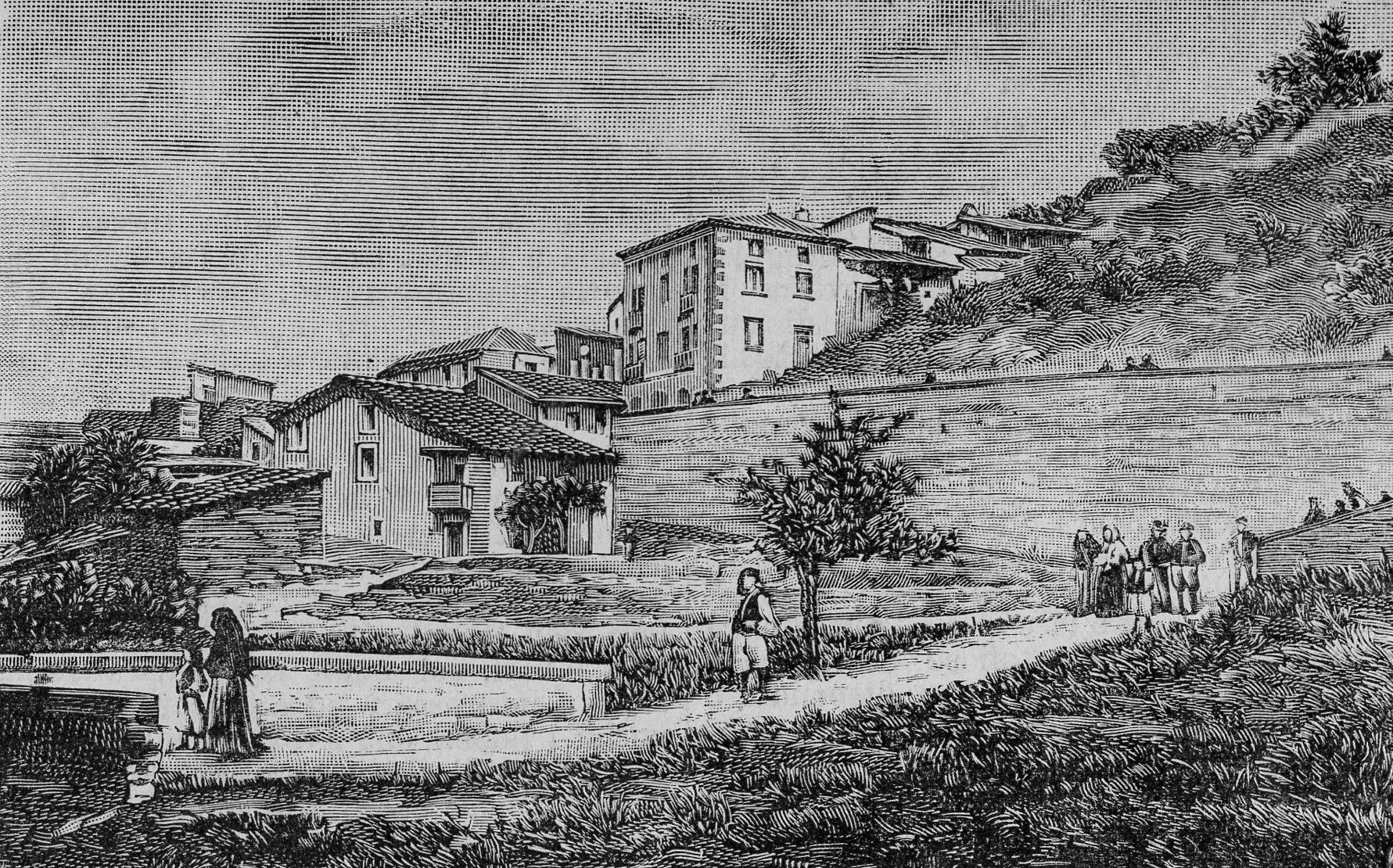
Veduta di Aritzo (xilografia 1901)

Nel medioevo appartenne al Giudicato di Arborea e fece parte della curatoria della Barbagia di Meana. Alla caduta del giudicato (1420) passò sotto il dominio aragonese in seguito alla guerra sardo-catalana. Sotto gli aragonesi fu incorporato nella signoria della Barbagia di Belvì, e vi rimase fino al 1840 quando fu riscattato agli ultimi feudatari per diventare un comune amministrato da un sindaco e da un consiglio comunale.

### Simboli
Lo stemma e il gonfalone del comune di Aritzo sono stati concessi con decreto del presidente della Repubblica del 22 luglio 1987. Lo stemma si blasona:
Il gonfalone è un drappo partito di bianco e di azzurro.

## Monumenti e luoghi d'interesse
Percorrendo corso Umberto I, la via principale del paese, si può ammirare:
- la chiesa parrocchiale di San Michele Arcangelo, di epoca cinquecentesca ma sviluppata da una sezione più antica risalente all'XI secolo;
- le ex prigioni spagnole del 1600, dette Sa Bovida, dove nel 1793 vennero rinchiusi alcuni ufficiali francesi grazie alla massima sicurezza dell'edificio;
- la casa Devilla, un complesso architettonico che conserva intatto il nucleo originario, databile intorno al XVII secolo, e dove venne ucciso, nel cortile interno, il poeta Bachisio Sulis;
- il castello Arangino, fatto costruire nel 1917 in stile neogotico dal cavalier Vincenzo Arangino. Un'altra caratteristica del paese sono poi alcune antiche case costruite in scisto e abbellite da balconi in legno. Di particolare interesse è il museo etnografico che ospita migliaia di oggetti della tradizione agro-silvo-pastorale.

Oltre alla parrocchiale ad Aritzo si trovano anche la chiesa di Sant'Antonio di Padova e la chiesa di Santa Maria della Neve.
Un tempo erano esistenti anche le Chiese di Sant'Antonio Abate e Santa Vitalia di cui rimane memoria solo in alcune immagini, della chiesa di Sant'Antonio Abate rimangono dei pezzi dell'altare ligneo nel museo etnografico e alcuni pezzi architettonici custoditi gelosamente nei giardini delle case private.

## Società

### Evoluzione demografica
Abitanti censiti

### Lingue e dialetti
La variante del sardo parlata ad Aritzo è riconducibile alla Limba de mesania.

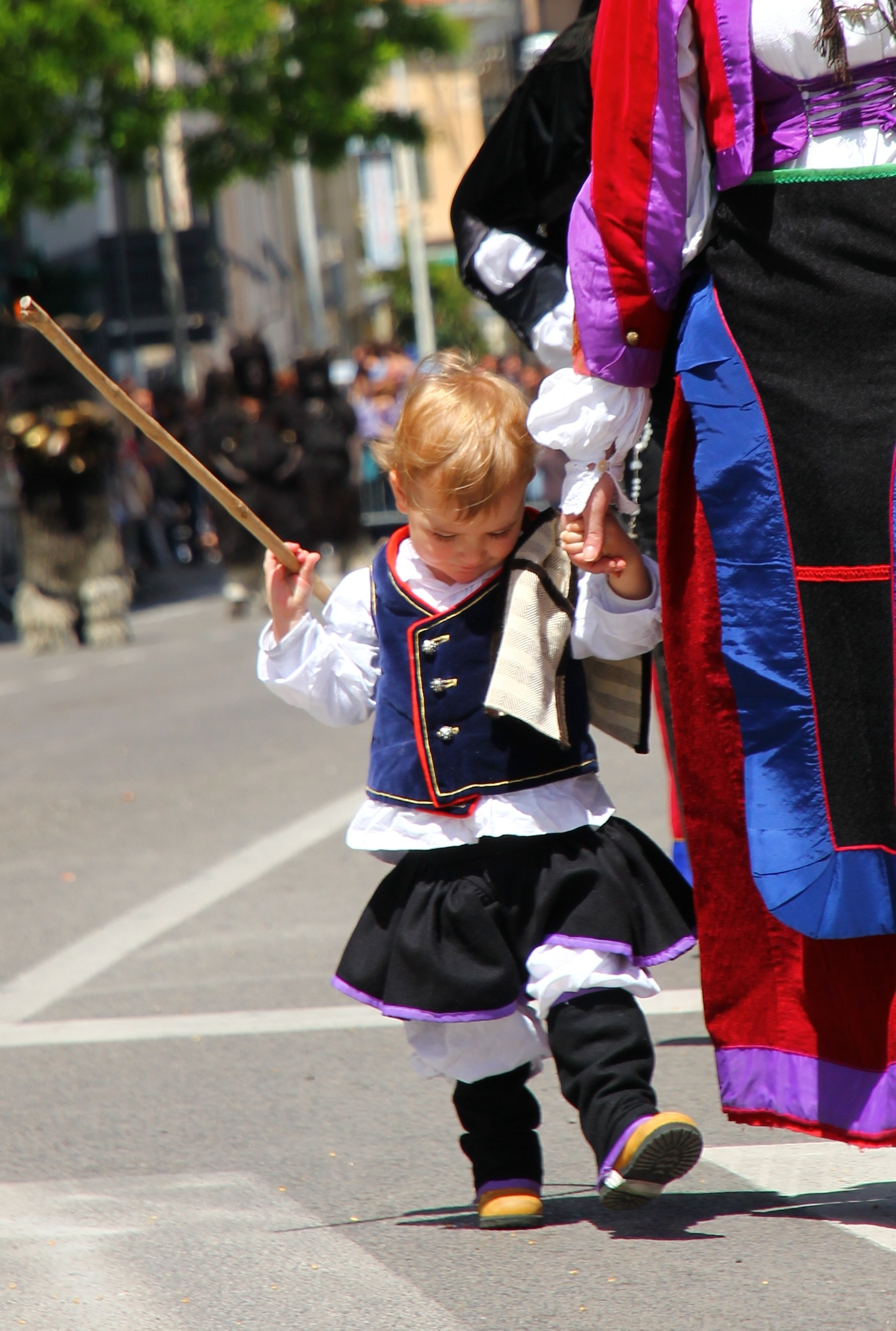
Costumi tradizionali

## Cultura

### Eventi
La "sagra delle castagne e delle nocciole", nata nel 1972, si tiene nell'ultimo fine settimana di ottobre: nei due giorni festivi si riescono a contare quasi 50.000 visitatori. Altre feste importanti sono Sant'Antonio Abate, San Michele, Sant'Antonio da Padova, San Giovanni, Sant'Isidoro, San Basilio, Madonna della neve e la sagra della Carapigna.

## Economia
Paese a vocazione prevalentemente turistica, ha comunque nel settore della pastorizia e dell'artigianato altri punti saldi della sua economia.
Nel passato Aritzo commerciava anche la neve che, dopo essere stata raccolta nelle “neviere” (contenitori appositi), veniva utilizzata, dai cosiddetti "Niargios" durante l'estate per produrre un caratteristico sorbetto al limone denominato in lingua sarda “Sa Carapigna”.
Aritzo è conosciuta in territorio regionale anche per la grande produzione di castagne, e celebra questo primato con una sagra annuale.

## Amministrazione
| Periodo         | Periodo         | Primo cittadino  | Partito                                  | Carica                    | Note   |
| --------------- | --------------- | ---------------- | ---------------------------------------- | ------------------------- | ------ |
| 23 aprile 1995  | 16 aprile 2000  | Antonina Paba    | sinistra                                 | Sindaco                   | [ 11 ] |
| 16 aprile 2000  | 8 maggio 2005   | Paolo Fontana    | liste civiche di centro-destra           | Sindaco                   | [ 12 ] |
| 8 maggio 2005   | 30 maggio 2010  | Paolo Fontana    | lista civica                             | Sindaco                   | [ 13 ] |
| 30 maggio 2010  | 31 maggio 2015  | Augusto Pili     | lista civica "Unione Democratica Texile" | Sindaco                   | [ 14 ] |
| 31 maggio 2015  | 2 novembre 2020 | Gualtiero Mameli | lista civica "Per Aritzo"                | Sindaco                   | [ 15 ] |
| 2 novembre 2020 | 11 ottobre 2021 | Antonio Monni    |                                          | Commissario straordinario | [ 16 ] |
| 11 ottobre 2021 | in carica       | Paolo Fontana    | lista civica "Aritzo futura"             | Sindaco                   | [ 17 ] |

## Sport

### Calcio
La principale squadra di calcio della città è la "Polisportiva Barbagia Sport" in collaborazione con le città di Belvì e Gadoni. che attualmente milita in Terza Categoria. È nata nel 2024 e i colori sociali sono: il verde, il giallo, il bianco. Oltre il calcio, la stessa polisportiva ha cominciato corsi di pallavolo femminile con l'obbiettivo di coinvolgere maggiormente i giovani del circondario e rilanciare lo sport.